# Ельжбета Шидловська
Ельжбета Шидловська (у шлюбі Грабовська, 1748 — 1 червня 1810) — польська шляхтянка, коханка та, можливо, морганатична дружина останнього короля Польщі Станіслава Августа Понятовського.

## Біографія
Ельжбета Шидловська була дочкою Теодора Шидловського, воєводи Плоцького, польського шляхтича, та його дружини Терези Вітковської. 1768 року вона стала дружиною польського шляхтича, генерала Яна Єжи Грабовського (помер 1789). Деякі з дітей від того шлюбу насправді були дітьми останнього короля Речі Посполитої Станіслава Августа Понятовського.
1789 року Ельжбета стала вдовою та, можливо, уклала таємний, морганатичний шлюб з королем, залишаючись відомою при дворі як його метіс-ан-тітр (maîtresse-en-titre). Однак Вірдіадна Фішерова, сучасниця, яка її знала, повідомила, що чутки про той шлюб поширились лише після смерті Понятовського, та їх поширювала сама Ельжбета, але, як правило, в них не вірили. Вважалося, що вона мала певний вплив на короля під час його правління, що сприймалося негативно та робило її непопулярною.
1795 року король Станіслав зрікся престолу після третього поділу Польщі та жив у Гродно, поки 1796 року Павло I не запросив його до Петербурга. Ельжбету разом із двома синами Станіславом та Міхалом відвезли короля до Петербурга, щоб піклуватися про нього там, і вона жила з ним до його раптової смерті 1798 року. Після того вона повернулася до Варшави, потім під прусським правлінням стала меценаткою. Вона померла у Варшаві 1 червня 1810 року, переживши чотирьох своїх дітей.
Мала трьох синів і двох дочок від короля, а їхній другий син Міхал Грабовський відзначився в бою, зрештою ставши генералом в армії Варшавського герцогства.

## Діти
- Станіслав
- Міхал
- Казимир
- Олександра (13 квітня 1771 — 12 травня 1789), одружена з Францишеком Салезою Красицьким у 1787 році
- Ізабела Грабовська (1776—1858), одружена з Валентієм Фаустином Соболевським у 1795 році
- Констанція